# 하시모토 와타루
하시모토 와타루(일본어: 橋本 和, 1986년 9월 14일 ~ )는 일본의 축구 선수이다.

## 구단 경력
그는 2009년부터 2022년까지 J리그의 가시와 레이솔, 우라와 레즈, 비셀 고베, FC 기후에서 활동하였다.